# 3-Butinal
3-Butinal ist eine organische Verbindung mit der Summenformel C4H4O. Sie gehört zu den Alkinalen, einer Untergruppe der Aldehyde mit einer zusätzlichen C≡C-Dreifachbindung.

## Darstellung
3-Butinal kann aus Diacetylen synthetisiert werden. Zunächst wird Diacetylen mit Natriummethanolat zu 1-Methoxy-1-buten-3-in umgesetzt. Mit Schwefelsäure wird der Enolether unter Bildung von 3-Butinal gespalten.

## Eigenschaften
3-Butinal ist ein schnell verharzender Aldehyd, der ein Semicarbazon mit einem Schmelzpunkt von 122 °C und ein gelbes Kupfersalz bildet.